# Сегарча-Вале (комуна)
Сегарча-Вале (рум. Segarcea-Vale) — комуна у повіті Телеорман в Румунії. До складу комуни входять такі села (дані про населення за 2002 рік):
- Олтянка (1125 осіб)
- Сегарча-Вале (1262 особи) — адміністративний центр комуни
- Сегарча-Дял (1475 осіб)

Комуна розташована на відстані 124 км на південний захід від Бухареста, 45 км на захід від Александрії, 97 км на південний схід від Крайови.

## Населення
За даними перепису населення 2002 року у комуні проживали 3862 особи.
Національний склад населення комуни:
| Національність | Кількість осіб | Відсоток |
| -------------- | -------------- | -------- |
| румуни         | 3861           | > 99,9%  |
| угорці         | 1              | < 0,1%   |

Рідною мовою назвали:
| Мова      | Кількість осіб | Відсоток |
| --------- | -------------- | -------- |
| румунська | 3861           | > 99,9%  |
| угорська  | 1              | < 0,1%   |

Склад населення комуни за віросповіданням:
| Релігія       | Кількість осіб | Відсоток |
| ------------- | -------------- | -------- |
| православні   | 3812           | 98,7%    |
| адвентисти    | 30             | 0,8%     |
| баптисти      | 15             | 0,4%     |
| римо-католики | 3              | 0,1%     |
| реформати     | 2              | 0,1%     |